# Advertising Standards Authority (Vereinigtes Königreich)
Die Advertising Standards Authority (ASA) ist eine Organisation der britischen Werbebranche; eine nichtstaatliche Organisation, welche Aufgaben der freiwilligen Selbstverpflichtung übernimmt und daher keine Gesetze auslegen oder durchsetzen kann. Ihr Kodex für Werbepraktiken spiegelt jedoch in vielen Fällen die Gesetzgebung weitgehend wider. Die ASA wird nicht von der britischen Regierung finanziert, sondern von einer Abgabe auf die Werbeanzeigen. In Deutschland entspräche dies dem Deutschen Werberat, bzw. in Österreich dem Österreichischen Werberat.

Logo der United Kingdom Advertising Standards Authority

## Aufgaben
Die Aufgabe der Organisation, in den Zeitungen auch schon mal als „Watchdog“ (Wachhund) tituliert, besteht darin, „den Inhalt von Werbung, Verkaufsförderung und Direktmarketing in Großbritannien zu regulieren“, indem Beschwerden untersucht und jeweils entschieden wird, ob diese Werbung den Werbestandards entspricht. Die Kodizes sehen vor, dass Vermarkter vor dem Verteilen oder Einreichen einer Marketingmitteilung zur Veröffentlichung dokumentarische Nachweise vorlegen müssen, um alle direkten oder impliziten Behauptungen nachzuweisen, die objektiv begründet werden können und dass „keine Marketingmitteilung irreführend sein sollte oder eine Irreführung durch Ungenauigkeit, Mehrdeutigkeit, Übertreibung, Unterlassung oder auf andere Weise möglich wird“. Die ASA schränkte auch die Werbeanzeigen mit leicht bekleideten Frauen ein.
Der Aufgabenbereich der Werbekontrolle erstreckt sich von Printmedien über Rundfunkangebote, Internet und Direktmarketing. Auch kurzfristige Werbeaktionen, wie Angebote oder Schlussverkäufe, werden von der ASA überwacht. Die Kontrolle der Rundfunkwerbung wurde 2004 von staatlicher Stelle auf die ASA übertragen.
Dabei werden in der Regel nur Anzeigen berücksichtigt, die in den letzten drei Monaten geschaltet oder veröffentlicht wurden, obwohl es einige Ausnahmen von dieser Regel gibt, und zwar in Fällen, in denen der Beschwerdeführer nicht wissen konnte, dass die Anzeige zum Zeitpunkt ihres Erscheinens irreführend war, z. B. eine Werbung für eine langfristige Investition.

## Organisation
1961 gründete die Advertising Association (vergleichbar dem Zentralverband der Deutschen Werbewirtschaft) das Committee of Advertising Practice (CAP), welche kurz darauf den sogenannten „Code of Advertising Practice“ („CAP Code“) ausarbeitete. 1962 richtete die Industrie die Advertising Standards Authority ein, wobei es sich aufgrund des privatwirtschaftlichen Charakters um keine übliche Authority (Behörde) handelt. Sie soll lediglich über Beschwerden entscheiden und Werbeverstößen gegen den neuen Kodex nachgehen und diese beurteilen. Um Interessenskonflikte zu vermeiden, arbeitet die ASA unter einem von Industrie und Werbebranche unabhängigen Vorsitz.
Seit 2009 wird die Advertising Standards Authority von Guy Parker geleitet.

## Finanzierung
Das Broadcast Advertising Standards Board of Finance (BASBOF) erhebt eine freiwillige Abgabe auf die veröffentlichte Werbung, üblicherweise 0,1 % auf Display-Werbung (z. B. 0,1 % der Kosten für die Platzierung einer Fernsehwerbung). Die Gelder werden anonym an die ASA weitergeleitet. Dies soll sicherstellen, dass die Organisation nicht weiß, wer zu ihrer Finanzierung beigetragen hat und soll Zweifel an den unabhängigen Entscheidungen der ASA vermeiden.

## Besondere Entscheidungen
- Die 2004 getätigte Werbeaussage der Computerfirma Apple, mit dem Power Mac G5 den „schnellsten Personal Computer der Welt“ zu verkaufen, wurde als irreführend eingestuft.[2]

- Im August 2008 wurde Anstoß an einer Werbung Apples genommen, die mit dem iPhone den Zugriff auf das „ganze Internet“ versprach. Laut ASA sei dies irreführend, da das iPhone weder mit Adobe Flash noch mit Java umgehen könne und deshalb nicht in der Lage sei, „all parts of the internet“ (alle Teile des Internets) darzustellen.[3]

- Nicht beanstandet hingegen wurde eine Anzeige der atheistischen Gruppe Atheist Bus Campaign, welche die Existenz Gottes anzweifelte: „There is probably no God“ (Es gibt wahrscheinlich keinen Gott). Christliche Gruppen versuchten vergeblich, sich auf die Regeln der ASA (CAP) berufend, zu beschweren.[4]

- Als im Juli 2009 der israelische Tourismus in Großbritannien mit einem Plakat warb, auf dem das Westjordanland, der Gazastreifen und die Golanhöhen als Teil Israels abgebildet waren, protestierten die in England und Wales ansässige Palestine Solidarity Campaign, die Jews for Justice for Palestinians sowie 442 Bürger bei der ASA gegen diese Darstellung. Daraufhin beschloss die Kontrollorganisation ein Verbot dieses Plakats. Das israelische Tourismusministerium beteuerte, lediglich die Region als Ganzes zu touristischen Zwecken abgebildet zu haben und keine politische Aussage damit getätigt haben zu wollen.[5]

- Die Behauptungen des französischen Kosmetikherstellers L’Oréal, ihr Mascaraprodukt habe auf natürliche Wimpern einen ähnlichen Effekt wie das Aussehen ihrer aktuellen Werbeträgerin, Schauspielerin Penélope Cruz, suggeriert, wurden von der ASA als übertrieben kritisiert.[6]

- Zwei spätere Werbeanzeigen des Herstellers wurden 2011 beanstandet und untersagt, nachdem die schottische liberaldemokratische Politikerin Jo Swinson Beschwerden über Anzeigen für von L’Oréal hergestellte Foundation-Produkte eingereicht hatte. Bei den veröffentlichten Anzeigen der firmeneigenen Marken Lancôme und Maybelline, welche mit den Gesichtern der Schauspielerin Julia Roberts und des Supermodels Christy Turlington warben, wurde festgestellt, dass die Abbildungen nicht repräsentativ für die Ergebnisse sind, die diese Produkte tatsächlich erzielen können. ASA bestätigte, dass beide Anzeigen ohne die Hilfe von Vorher- und Nachher-Aufnahmen irreführend seien und eine zukünftige Veröffentlichung wurde untersagt.[7]

- Im September 2011 leitete die ASA eine förmliche Untersuchung von TripAdvisor ein, nachdem sie eine Beschwerde des britischen Verbraucherschutzunternehmens KwikChex und zweier Hotels erhalten hatte, wonach die Behauptungen TripAdvisors, vertrauenswürdige und ehrliche Bewertungen von Reisenden abzugeben, falsch seien.[8] Die ASA stellte fest, dass TripAdvisor „nicht behaupten oder implizieren sollte, dass alle Bewertungen von echten Reisenden stammen oder ehrlich, echt oder vertrauenswürdig sind“. TripAdvisor wurde angewiesen, den Slogan „Bewertungen, denen Sie vertrauen können“ („Reviews you can trust“) von seiner britischen Website zu entfernen. Der Slogan des Hotelbewertungsbereichs wurde in „Bewertungen aus unserer Community“ geändert.

- Nestlé darf nicht mehr behaupten, sie würden ihre Babymilch „ethisch und verantwortungsvoll“ vermarkten. Beweise, die von der International Baby Food Action Network vorgelegt wurden, stützen dieses Vorgehen der ASA, welche zudem anmerkte, dass Nestlé „zu weit gegangen“ sei.[9]